# Papisme

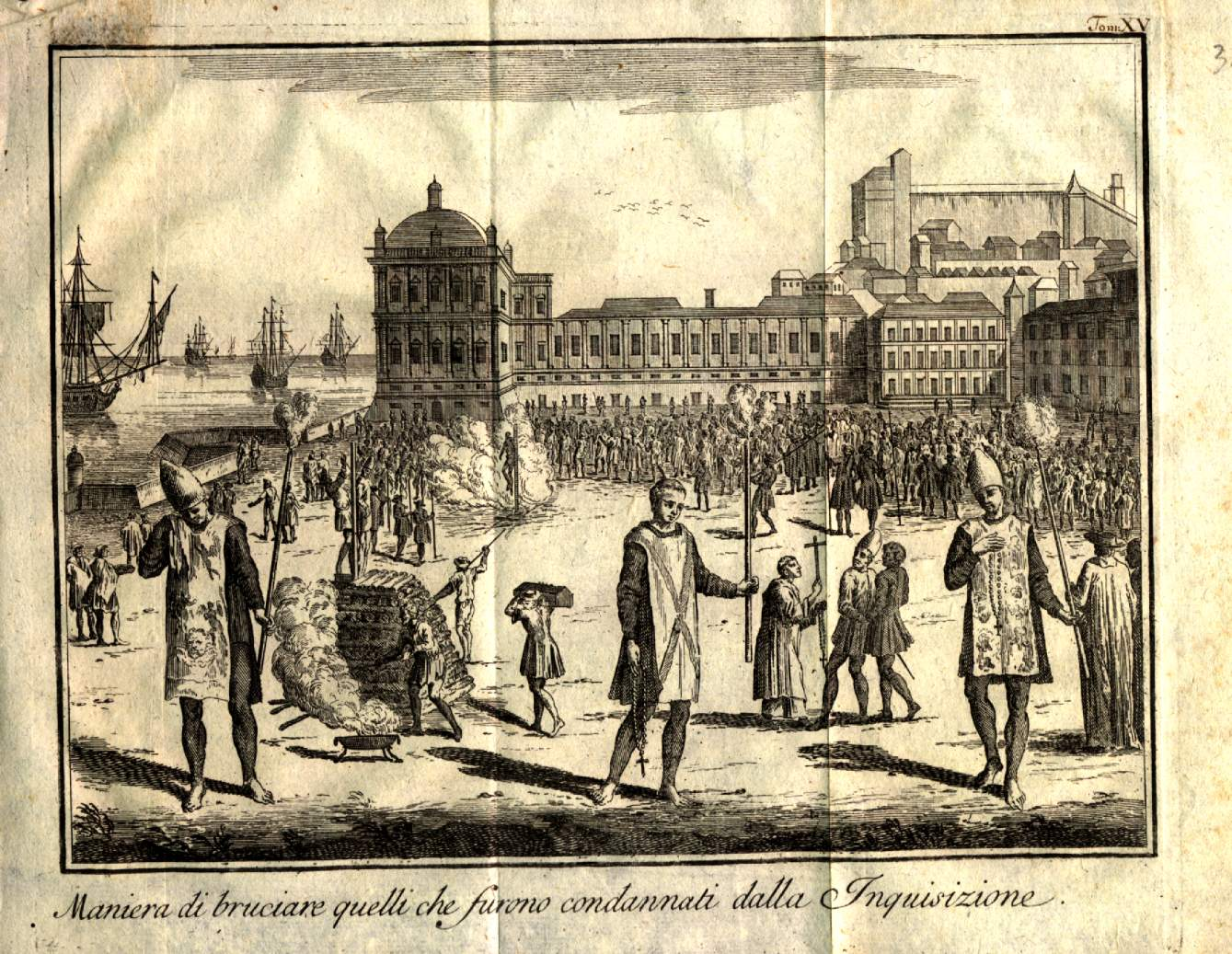
Portugese inquisitie. Onderschrift vertaald: Een manier om diegenen die bij de inquisitie zijn veroordeeld te verbranden.

Papisme, afgeleid van papa dat onder andere paus betekent, is een stroming die sterk rooms-katholiek- of pausgezind is. Vermeend papisme zorgde in Europa al enkele malen voor paniek onder de protestanten en andersgezinden. Daarbij ging het soms zover dat zogenaamde papisten (vaak gewoonweg katholieken) opgehangen werden, onder anderen de priesters Hieronymus van Weert, Godfried van Mervel, Joannes van Oisterwijk en andere martelaren van Gorcum.

## Nederlanden
Tijdens de Tachtigjarige Oorlog werden de Spaans- of koningsgezinden vaak ook papisten genoemd. In de calvinistische perceptie was het een opstand van de staatsen tegen de paapsen. De hedendaagse geschiedschrijving zal die laatsten eerder Spanjaarden noemen, soms ten onrechte, want de aanhangers en ook de soldaten van de Spaanse Koning waren grotendeels eveneens Nederlanders (uit Zuid en Noord). Verder waren er aanvankelijk onder de opstandige noorderlingen ook katholiek gebleven edelmannen die de Spaanse koning bevochten vanwege diens afnemen van privileges van de lagere en middenadel.

## Verenigd Koninkrijk
Ook in het Verenigd Koninkrijk werd de term gebruikt tot het midden van de 19de eeuw zoals in Macaulay's History of England from the Accession of James II, maar door de pejoratieve betekenis die papisme kreeg onder de protestantse Reformatie geraakte het in onbruik als aanduiding van rooms-katholieken en werd het als scheldnaam voor deze gebruikt. Heden ten dage wordt de term nog gebruikt door Noord-Ierse politici als dominee Ian Paisley. Door de Act of Settlement in 1701 - vandaag nog steeds van kracht - mag geen enkele papist (katholiek) of iemand die gehuwd is met een papist (Rooms-katholieke christen) op de Engelse troon zetelen.